# Eleição municipal de São Gonçalo em 2020
A eleição municipal do município de São Gonçalo em 2020 ocorreu no dia 15 de novembro (primeiro turno) e 29 de novembro (segundo turno), com o objetivo de eleger um prefeito, um vice-prefeito, e 27 vereadores responsáveis pela administração da cidade para o mandato a se iniciar em 1° de janeiro de 2021 e com término em 31 de dezembro de 2024. 
Originalmente, as eleições ocorreriam em 4 de outubro (primeiro turno) e 25 de outubro (segundo turno), porém, com o agravamento da pandemia do novo coronavírus (SARS-CoV-2), causador da Covid-19, as datas foram modificadas com a promulgação da Emenda Constitucional nº 107/2020.
O processo eleitoral de 2020 está marcado pela sucessão para o cargo ocupado pelo atual prefeito José Luiz Nanci, do Cidadania, que está apto para disputar a reeleição.
Em 29 de novembro de 2020, o policial militar reformado, ex-deputado estadual e vereador licenciado Capitão Nelson, candidato do Avante, foi eleito prefeito de São Gonçalo ao obter 50,79% dos votos válidos contra o ex-secretário de saúde Dimas Gadelha, candidato do PT, que recebeu 49,21%.

## Contexto político e pandemia
As eleições municipais de 2020 estão sendo marcadas, antes mesmo de iniciada a campanha oficial, pela pandemia de COVID-19 no Brasil, o que está fazendo com que os partidos remodelem suas estratégias de pré-campanha. O Tribunal Superior Eleitoral (TSE) autorizou os partidos a realizarem as convenções para escolha de candidatos aos escrutínios por meio de plataformas digitais de transmissão, para evitar aglomerações que possam proliferar o coronavírus. Alguns partidos recorreram a mídias digitais para lançar suas pré-candidaturas. Além disso, a partir deste pleito, será colocada em prática a Emenda Constitucional 97/2017, que proíbe a celebração de coligações partidárias para as eleições legislativas, o que pode gerar um inchaço de candidatos ao legislativo.

## Contexto político local
Eleitos em 2016, o atual prefeito José Luiz Nanci e o vice Ricardo Pericar romperam oficialmente a aliança em julho de 2018. Ambos serão adversários neste pleito, com Nanci sendo candidato a reeleição numa chapa que reúne Cidadania, MDB e PV e que tem a empresária musical Márcia Valéria como vice. Pericar lançou sua candidatura pelo PSL após uma disputa interna com a ala liderada pelos deputados estaduais Coronel Salema e Filippe Poubel. Receberá o apoio de PTB e DC e tem o pastor Artur Belmont, líder do Movimento Radical Cristão, como vice.
Sem conseguir deixar o PSL, Poubel abriu mão da pré-candidatura. Salema, que foi expulso da legenda, ingressou no PSD, para onde foi posteriormente o ex-deputado federal Roberto Sales, que lançou sua candidatura defendendo pautas da extrema-direita vinculada ao presidente Jair Bolsonaro, ganhando o apoio dos deputados e membros da ala bolsonarista na cidade. Sales formará chapa com o PTC, que indicou o médico Isac Esteves como vice.
Segundo colocado nas eleições de 2016, o ex-vereador e ex-deputado federal Dejorge Patrício, do Republicanos, oficializou sua nova candidatura, desta vez tendo o apoio de mais oito legendas: PSC, DEM, PP, PMN, Patriota, PRTB, PMB e Solidariedade, que indicou o candidato a vice Marco Antonio Lagos de Vasconcellos, conhecido como Marquinho Solidariedade. O Avante lançou a candidatura do vereador licenciado Nelson Ruas dos Santos, o Capitão Nelson, que também foi deputado estadual entre 2019 e 2020. A chapa conta com as adesões do PSDB (que retirou a pré-candidatura do vereador Cláudio Rocha) e do PL, que indicou o candidato a vice - o ex-vereador Sérgio Gevú.
No campo da esquerda, o PT oficializou a candidatura do médico sanitarista e ex-secretário municipal de saúde Dimas Gadelha, tendo o PDT indicado como vice o ex-vereador Marlos Costa, numa aliança articulada entre os prefeitos de Maricá, Fabiano Horta, e de Niterói, Rodrigo Neves. A chapa ainda recebeu o apoio de mais três legendas: Rede Sustentabilidade, Podemos e PROS - que retirou a pré-candidatura do vereador Gilson do Cefen, que assumiu a coordenadoria da campanha. O PSB, que chegou a cogitar a candidatura do deputado estadual Renan Ferreirinha, oficializou a chapa encabeçada pelo professor Rodrigo Piraciaba, fundador e ex-diretor do grupo de ensino Elite, tendo o também professor Carlos Marcelo como vice.
Em maio, PCdoB e PSOL acertaram a formação de uma chapa para a disputa da prefeitura. Candidato nos últimos três pleitos, Professor Josemar posteriormente anunciou a retirada de sua pré-candidatura a prefeito e a opção por concorrer a uma vaga na Câmara dos Vereadores, sendo assim oficializada a chapa encabeçada pelo servidor público Isaac Ricalde, do PCdoB, tendo a professora Ana Cardinal, do PSOL, como vice. Já o PSTU lançou pela quarta vez o nome da professora da rede estadual e militante do movimento negro Dayse Oliveira, candidata a vice-presidente nas eleições de 2002.

## Candidaturas

### Primeiro turno
| Candidato(a) a prefeito(a) | Candidato(a) a prefeito(a) | Candidato(a) a prefeito(a)      | Candidato(a) a vice-prefeito(a)          | Nº | Coligação/Partido                                                                           | Tempo de horário eleitoral |
| -------------------------- | -------------------------- | ------------------------------- | ---------------------------------------- | -- | ------------------------------------------------------------------------------------------- | -------------------------- |
|                            |                            | Dayse Oliveira (PSTU)           | Roberto Baeta (PSTU)                     | 16 | Partido não-coligado PSTU                                                                   | Não possui                 |
|                            |                            | Dejorge Patrício (Republicanos) | Marquinhos Solidariedade (Solidariedade) | 10 | Por Amor à São Gonçalo Republicanos, PSC, Solidariedade, PRTB, PMB, Patriota, PP, DEM e PMN | 2 minutos e 25 segundos    |
|                            |                            | Dimas Gadelha (PT)              | Marlos Costa (PDT)                       | 13 | São Gonçalo Pode Mais PT, PDT, REDE, PROS e PODE                                            | 2 minutos e 4 segundos     |
|                            |                            | Isaac Ricalde (PCdoB)           | Professora Ana Cardinal (PSOL)           | 65 | Coragem Para Mudar São Gonçalo! PCdoB e PSOL                                                | 30 segundos                |
|                            |                            | José Luiz Nanci (Cidadania)     | Márcia Valéria (Cidadania)               | 23 | Melhor o Certo Do Que o Duvidoso Cidadania, MDB e PV                                        | 57 segundos                |
|                            |                            | Capitão Nelson (Avante)         | Sérgio Gevú (PL)                         | 70 | Avança São Gonçalo Avante, PL e PSDB                                                        | 1 minuto e 23 segundos     |
|                            |                            | Ricardo Pericar (PSL)           | Artur Belmont (PTB)                      | 17 | São Gonçalo Merece Ser Feliz PSL, DC e PTB                                                  | 1 minuto e 14 segundos     |
|                            |                            | Roberto Sales (PSD)             | Dr. Isac Esteves (PTC)                   | 55 | Aliança por São Gonçalo PSD e PTC                                                           | 45 segundos                |
|                            |                            | Rodrigo Piraciaba (PSB)         | Professor Carlos Marcelo (PSB)           | 40 | Partido não-coligado PSB                                                                    | 42 segundos                |

### 2º Turno
Em 15 de novembro foi realizada a votação em primeiro turno. Como São Gonçalo tem mais de 200 mil eleitores, segundo a lei eleitoral em vigor é adotado o sistema de dois turnos, que é iniciado caso o candidato mais votado receber menos de 50% +1 dos votos.

## Transmissão
A veiculação da propaganda eleitoral gratuita, em bloco e inserções, na televisão, vai ao ar pelo SBT Rio, que não exibia os candidatos de São Gonçalo desde a eleição de 2004, e pela TV Universo. Pelo rádio, é transmitida pela Copacabana AM, Catedral FM e Difusora Aliança FM. No primeiro turno, o horário eleitoral gratuito foi exibido entre 9 de outubro e 12 de novembro. Já no segundo turno, foi ao ar entre os dias 20 e 27 de novembro.

## Pesquisas eleitorais

### Segundo Turno
| Fonte                | Data(s) conduzidas | Amostragem | Dimas PT      | Nelson Avante | Abst. Indec. | Vantagem |
| -------------------- | ------------------ | ---------- | ------------- | ------------- | ------------ | -------- |
| Fonte                | Data(s) conduzidas | Amostragem | Votos válidos |               | Abst. Indec. | Vantagem |
| Inteligence Serviços | 25 Nov             | 600        | 61%           | 39%           | –            | 22%      |
| Votos absolutos      |                    |            |               |               |              |          |
| Inteligence Serviços | 25 Nov             | 600        | 43%           | 27%           | 30%          | 16%      |

#### Novembro
| Instituto de pesquisa             | Dimas (PT) | Dejorge (REP) | Nelson (Avante) | Nanci (CIDA) | Pericar (PSL) | Sales (PSD) | Isaac (PCdoB) | Piraciaba (PSB) | Dayse (PSTU) | Não sabe | Nenhum |
| --------------------------------- | ---------- | ------------- | --------------- | ------------ | ------------- | ----------- | ------------- | --------------- | ------------ | -------- | ------ |
| Inteligence Serviços (08/11/2020) | 18%        | 15%           | 13%             | 7%           | 5%            | 2%          | 0%            | 0%              | 0%           | 22%      | 18%    |
| Izipag (10/11/2020)               | 13,9%      | 16,5%         | 21,3%           | 6,3%         | 7,5%          | 0,8%        | 1%            | 0,4%            | 1,3%         | 17,4%    | 13,9%  |

## Resultados

### Prefeitura
| Candidato(a)           | Candidato(a)                    | Vice                                     | 1º turno 15 de novembro de 2020 | 1º turno 15 de novembro de 2020 | 2º turno 29 de novembro de 2020 | 2º turno 29 de novembro de 2020 |
| Candidato(a)           | Candidato(a)                    | Vice                                     | Total                           | Porcentagem                     | Total                           | Porcentagem                     |
| ---------------------- | ------------------------------- | ---------------------------------------- | ------------------------------- | ------------------------------- | ------------------------------- | ------------------------------- |
|                        | Dimas Gadelha (PT)              | Marlos Costa (PDT)                       | 117.346                         | 31,36%                          | 183.811                         | 49,21%                          |
|                        | Capitão Nelson (Avante)         | Sérgio Gevú (PL)                         | 85.399                          | 22,82%                          | 189.719                         | 50,79%                          |
|                        | Dejorge Patrício (Republicanos) | Marquinhos Solidariedade (Solidariedade) | 84.664                          | 22,62%                          | Não participaram                | Não participaram                |
|                        | Ricardo Pericar (PSL)           | Artur Belmont (PTB)                      | 34.536                          | 9,23%                           | Não participaram                | Não participaram                |
|                        | José Luiz Nanci (Cidadania)     | Márcia Valéria (Cidadania)               | 27.100                          | 7,24%                           | Não participaram                | Não participaram                |
|                        | Roberto Sales (PSD)             | Dr. Isac Esteves (PTC)                   | 9.359                           | 2,50%                           | Não participaram                | Não participaram                |
|                        | Isaac Ricalde (PCdoB)           | Professora Ana Cardinal (PSOL)           | 8.775                           | 2,34%                           | Não participaram                | Não participaram                |
|                        | Rodrigo Piraciaba (PSB)         | Professor Carlos Marcelo (PSB)           | 3.905                           | 1,04%                           | Não participaram                | Não participaram                |
|                        | Dayse Oliveira (PSTU)           | Roberto Baeta (PSTU)                     | 3.129                           | 0,84%                           | Não participaram                | Não participaram                |
| Total de votos válidos | Total de votos válidos          | Total de votos válidos                   | 374.213                         | 100%                            | 373.530                         | 100%                            |
| → Votos em branco      | → Votos em branco               | → Votos em branco                        | 29.566                          | 6,34%                           | 18.179                          | 4,13%                           |
| → Votos nulos          | → Votos nulos                   | → Votos nulos                            | 62.345                          | 13,38%                          | 48.772                          | 11,07%                          |
| Total de votos         | Total de votos                  | Total de votos                           | 466.124                         | 80,28%                          | 440.481                         | 66,35%                          |
| Abstenções             | Abstenções                      | Abstenções                               | 197.709                         | 29,78%                          | 223.352                         | 33,65%                          |
| Total de inscritos     | Total de inscritos              | Total de inscritos                       | 663.833                         | 100%                            | 663.833                         | 100%                            |